# Novošachtinsk
Novošachtinsk (rusky Новоша́хтинск) je město v Rostovské oblasti Ruské federace. Při sčítání lidu v roce 2010 mělo zhruba 111 tisíc obyvatel.

## Poloha
Novošachtinsk leží na východě Doněcké pánve na západě Rostovské oblasti u hranice s Ukrajinou (na druhé straně hranice je sídlo městského typu Birjukove v Luhanské oblasti). Od Rostova na Donu je vzdálen přibližně osmdesát kilometrů na sever. Nejbližší města jsou Krasnyj Sulin přibližně sedmnáct kilometrů na severovýchod a Šachty přibližně třicet kilometrů na jihovýchod.

## Dějiny
Hornické městečko zde vzniklo začátkem dvacátého století, po Říjnové revoluci a znárodnění dolu v roce 1917 bylo pojmenováno Komintern podle Kominterny.
V roce 1939 došlo k sloučení s dalším hornickým sídlem a také k povýšení na město a přejmenování na Novošachtinsk.